# 後臀太寧燈魚
後臀太寧燈魚（学名：Taaningichthys minimus）为輻鰭魚綱燈籠魚目灯笼鱼科的其中一種。分布於全球三大洋熱帶至溫帶海域，為深海魚類，棲息深度90-800公尺，體長可達6.5公分。

## 扩展阅读
維基物種上的相關：後臀太寧燈魚